# Liste der Naturdenkmale in Nievern
Die Liste der Naturdenkmale in Nievern nennt die im Gemeindegebiet von Nievern ausgewiesenen Naturdenkmale (Stand 20. Mai 2024).

## Ehemalige Naturdenkmale
| Nr. | Bezeichnung | Lage                            | Beschreibung                                    | Bild                                    |
| --- | ----------- | ------------------------------- | ----------------------------------------------- | --------------------------------------- |
|     | Winterlinde | Kirchstraße, hinter Nr. 11 Lage | Tilia cordata; Rechtsverordnung 2013 aufgehoben | Direkt Bild zu diesem Denkmal hochladen |